# Шайлеш Джогія
Шайле́ш (Джо́) Джо́гіа (англ. Shailesh (Joe) Jogia, нар.13 листопада 1975 у Лестері, Англія) -  англійський професіональний гравець у снукер індійського походження, відоміший під ім'ям Джо.

## Кар'єра
Став професіоналом у 1994 році. У 1998 він виграв аматорський турнір English Open. В 2004-м Шайлеш двічі виходив до 1/32 фіналу рейтингових турнірів ( Гран-прі та British Open). За свою кар'єру Шайлеш перемагав таких гравців, як Джо Свейл, Марк Кінг та Стюарт Бінгем. Найвищий брейк Джо на професійних турнірах - 137 очок - зроблений ним у кваліфікації до  Гран-прі 2009 року. На аматорських змаганнях Джогія робив і максимальний брейк. Шайлеш кілька разів залишав мейн-тур через недостатньо високі результати - в останній раз він вибував з найсильнішого снукерного дивізіону у 2007 році. У  сезоні 2009/10 Джогія знову отримав право виступати у мейн-турі завдяки тому, що закінчив  попередній сезон серед лідерів серії PIOS. Варто зазначити, що путівку до туру Джогія отримав через вайлд-кард, так як на той час ще не був членом англійської снукерної асоціації.
У  сезоні 2010/11 Джо показав стабільно непогані результати на рейтингових турнірах (перш за все на  серії PTC), і в підсумку зайняв найвище на той час для себе місце в офіційному рейтингу - 49-е.